# Climent Peix i Armengou
Climent Peix i Armengou   (Berga, 27 de març de 1905 - Berga, 24 de febrer de 1998) fou un poeta, escriptor, sastre i corrector català. Es casà el 1936 amb Montserrat Mansó Barniol amb la qual tingué una filla, Maria Carme. La seva professió fou la de sastre, igual que el seu pare. Alguns dels pseudònims amb els quals signava les seves obres son; C. Plàcid-Arcadi, ICCIS, C.P.A.

## Obres
- Poemes, Reus Torrell de Reus, 1980
- Poesia escollida: Peix, Tuyet, Claret, Berga, L'Albí, 1987
- Antologia nadalenca (amb Climent Forner i Escobet), Berga, L'Albí, 1990
- Poesia completa, Barcelona, Columna, 1995[3]

Poemes publicats en línia
- «Patum, Patum, Patum», a la pàgina web Viu la poesia[4]
- «LXXV Anniversari», poema dedicat a l'artista Ramon Obiols i Comte[5][6]

## Reconeixement
- La ciutat de Berga li va dedicar el carrer de Climent Peix[7]
- Premi Ciutat de Berga a la cultura popular any 1987.[1]